# Paweł Mencel
Paweł Franciszek Mencel (ur. 24 stycznia 1897 w Niskołyzach, zm. 24 maja 1968 w Waldschach) – polski rolnik, porucznik kawalerii Wojska Polskiego, działacz niepodległościowy, kawaler Orderu Virtuti Militari.

## Życiorys
Urodził się 24 stycznia 1897 w Niskołyzach, w ówczesnym powiecie buczackim Królestwa Galicji i Lodomerii, w rodzinie Karola, właściciela ziemskiego, i Marii z Sołowijów. Był młodszym bratem Tadeusza (1893–1924), rotmistrza 3 pułku szwoleżerów, odznaczonego Orderem Virtuti Militari. Uczęszczał do gimnazjum w Stanisławowie, a po wybuchu I wojny światowej do c. k. Gimnazjum III w Krakowie.
W 1915, jako uczeń klasy szóstej wstąpił do Legionów Polskich. Od 21 listopada służył w I plutonie 6. szwadronu 2 pułku ułanów. 25 września 1916 „w trybie przyśpieszonym” zdał maturę c. k. Gimnazjum III w Krakowie. 6 kwietnia 1917 został wymieniony jako ułan w „Wykazie oficerów, podoficerów i żołnierzy 2 pułku ułanów LP uprawnionych do noszenia krzyża Karola”. Po bitwie pod Rarańczą (15–16 lutego 1918) dostał się do niewoli austriackiej i został osadzony w obozie Száldobos na Węgrzech. Po dwóch miesiącach uciekł, przedostał się do Warszawy i rozpoczął studia na Politechnice. W listopadzie 1918 zgłosił się do 2 pułku szwoleżerów. Wziął udział we wszystkich walkach pułku w czasie wojny z Ukraińcami, a następnie wojny z bolszewikami. Wyróżnił się  10 października 1920 podczas zagonu na Korosteń. „W czasie ataku na stację kolejową Korosteń, jako dowódca skrzydłowej osłony, samorzutnie zaatakował na czele 12 szwoleżerów zaciekle broniacego się nieprzyjaciela na torze kolejowym, zdobył karabin maszynowy i zdezorientowawszy wroga silnym flankowym ogniem zdecydował o zdobyciu stacji”.
Po zakończeniu działań wojennych nadal pełnił służbę w macierzystym pułku, w stopniu porucznika. W 1922 został na własną prośbę przeniesiony do rezerwy i przydzielony w rezerwie do 2 pułku szwoleżerów. 8 stycznia 1924 został zatwierdzony w stopniu porucznika rezerwy ze starszeństwem z 1 czerwca 1919 i 104. lokatą w korpusie oficerów jazdy. W 1934, jako oficer rezerwy pozostawał w ewidencji Powiatowej Komendy Uzupełnień Kałusz. Posiadał przydział w rezerwie do 6 pułku ułanów w Stanisławowie.
Po śmierci brata odziedziczył gospodarstwo rolne w Wojniłowie i zajął się rolnictwem. W 1938 Sąd Grodzki w Kałuszu wszczął przeciwko niemu dwa postępowania karne o popełnienie przestępstw określonych w art. 282 kk, tj. o to, że 11 sierpnia nie dostarczył do licytacji ruchomości w postaci konia wyścigowego i dwóch świń tuczonych, zajętych protokołem z 17 września 1937 oraz 12 października nie dostarczył do licytacji ruchomości w postaci 30 kop żyta, zajętych protokołem z 30 lipca 1938 przez co udaremnił licytację. 15 lutego 1939 o wszczęciu obu postępowań sąd zawiadomił Biuro Kapituły Orderu Wojskowego „Virtuti Militari”.
Zmarł 24 maja 1968 w Waldschach, w Austrii.
W 1930 ożenił się Marią (1902–1975), córką Aleksandra Edwarda Sułkowskiego oraz siostrą Aleksandra Karola Ludwika Sułkowskiego (1893–1956), oficera rezerwy 2 pułku szwoleżerów. Dzieci nie miał.

## Ordery i odznaczenia
- Krzyż Srebrny Orderu Wojskowego Virtuti Militari nr 4612 – 26 stycznia 1922[19][20][21]
- Krzyż Niepodległości – 4 lutego 1932 „za pracę w dziele odzyskania niepodległości”[22][23][24]
- Krzyż Walecznych[25]
- Srebrny Medal Waleczności 2 klasy[2]
- Brązowy Medal Waleczności[2]